# Distrikt Ccapi
Der Distrikt Ccapi liegt in der Provinz Paruro in der Region Cusco in Südzentral-Peru. Der Distrikt wurde am 2. Januar 1857 gegründet. Er besitzt eine Fläche von 326 km². Beim Zensus 2017 lebten 3265 Einwohner im Distrikt. Im Jahr 1993 lag die Einwohnerzahl bei 4476, im Jahr 2007 bei 3860. Die Distriktverwaltung befindet sich in der 3196 m hoch gelegenen Ortschaft Ccapi mit 846 Einwohnern (Stand 2017). Ccapi liegt 27 km westsüdwestlich der Provinzhauptstadt Paruro sowie knapp 40 km südsüdwestlich der Regionshauptstadt Cusco.

## Geographische Lage
Der Distrikt Ccapi befindet sich im Andenhochland im Westen der Provinz Paruro. Er wird im Westen vom Río Santo Tomás, im Norden vom Río Apurímac sowie im Osten von den Flüssen Quebrada Uchucha und Río Velille begrenzt.
Der Distrikt Ccapi grenzt im Westen an die Distrikte Mara und Tambobamba (beide in der Provinz Cotabambas), im Norden an den Distrikt Huanoquite, im Nordosten an den Distrikt Paccaritambo, im Osten an die Distrikte Colcha und Accha sowie im Süden an den Distrikt Capacmarca (Provinz Chumbivilcas).

## Ortschaften
Neben dem Hauptort gibt es folgende größere Ortschaften im Distrikte:
- Callancha (308 Einwohner)
- Ccochacasa (213 Einwohner)
- Ccoyabamba (546 Einwohner)